# باشگاه فوتبال تسپاکوستاسو گونما
باشگاه فوتبال تسپاکوستاسو گونما ژاپنی: ザスパクサツ群馬 باشگاه فوتبالی در شهر استان گونما، ژاپن است که در جی‌لیگ ۲ بازی می‌کند. این باشگاه در سال ۱۹۹۵ میلادی پایه‌گذاری شده است.